# Westendorf (Algovia Oriental)
Westendorf es un municipio situado en el distrito de Algovia Oriental, en el estado federado de Baviera (Alemania), con una población a finales de 2016 de unos 1822 habitantes.
Se encuentra ubicado al suroeste del estado, en la región de Suabia, a poca distancia de la frontera con Austria, del estado de Baden-Wurtemberg y del río Lech —un afluente derecho del Danubio—.